# Lacksenap/brittsenap
Lacksenap/brittsenap (Coincya monensis) är en korsblommig växtart som först beskrevs av Carl von Linné, och fick sitt nu gällande namn av Werner Rodolfo Greuter och Hervé Maurice Burdet. Enligt Catalogue of Life ingår Lacksenap/brittsenap i släktet lacksenaper och familjen korsblommiga växter, men enligt Dyntaxa är tillhörigheten istället släktet lacksenaper och familjen korsblommiga växter. Arten förekommer tillfälligt i Sverige, men reproducerar sig inte.

## Underarter
Arten delas in i följande underarter:
- C. m. cheiranthos
- C. m. monensis
- C. m. nevadensis
- C. m. orophila
- C. m. puberula
- C. m. recurvata

## Bildgalleri

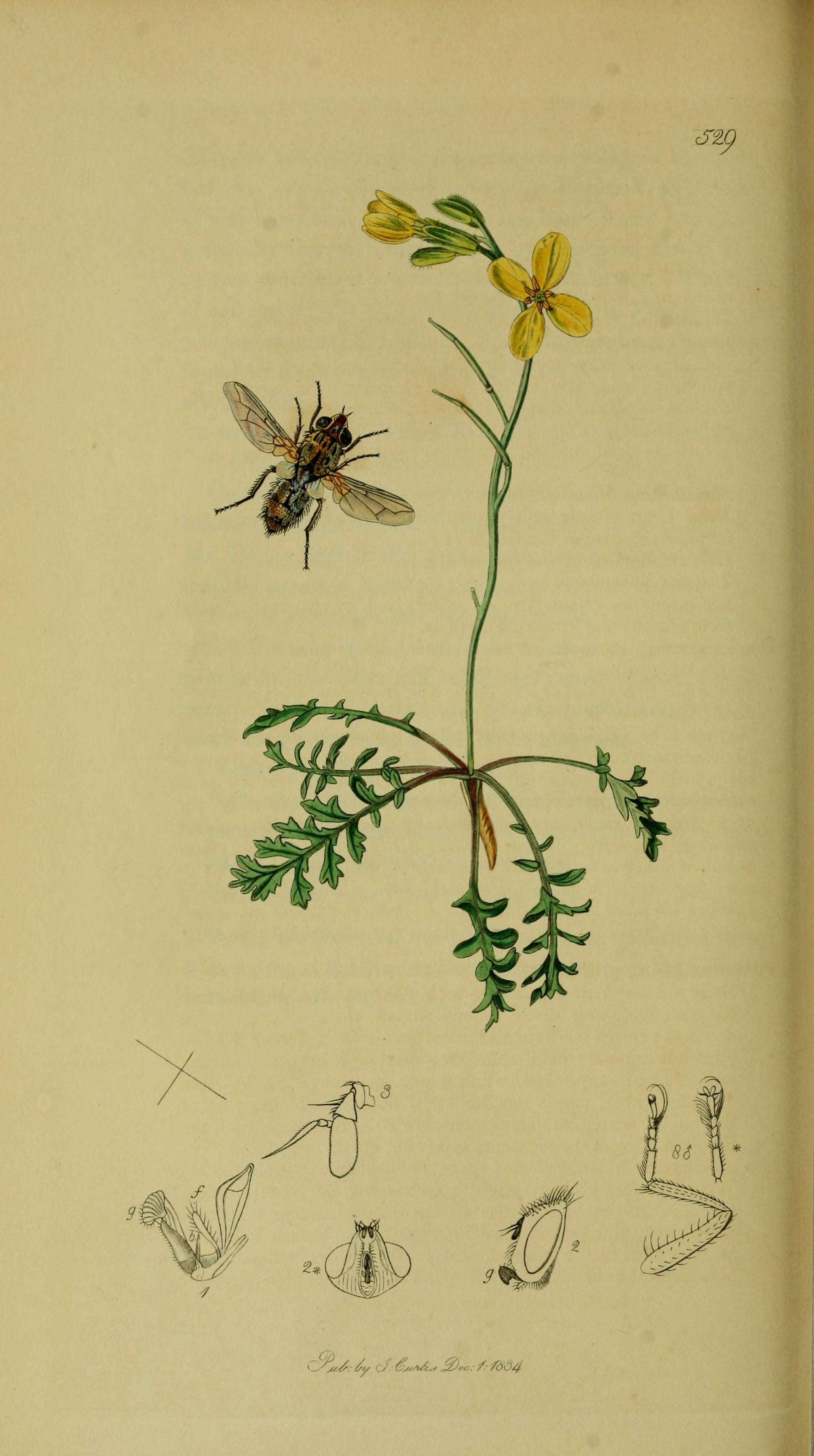
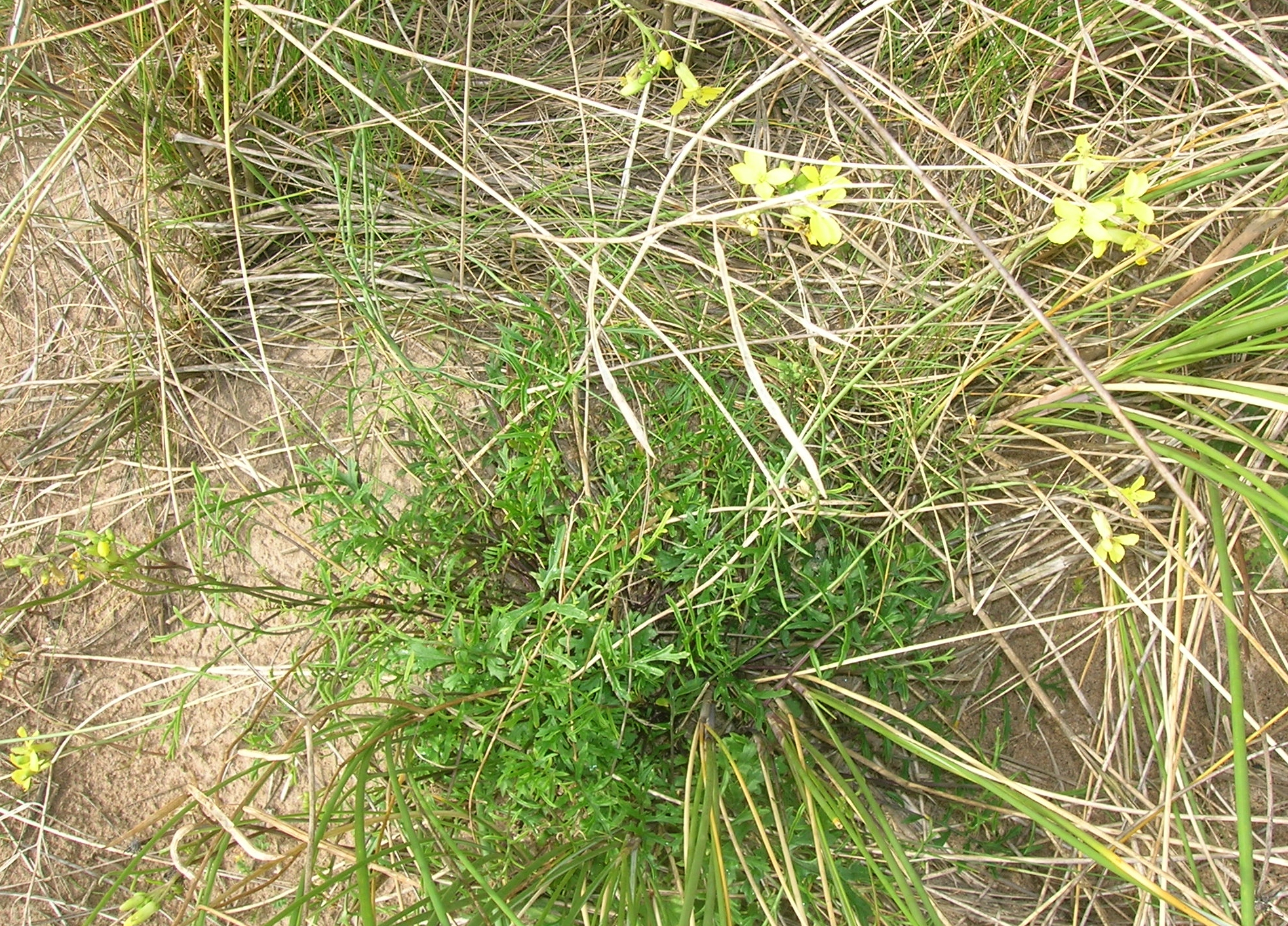
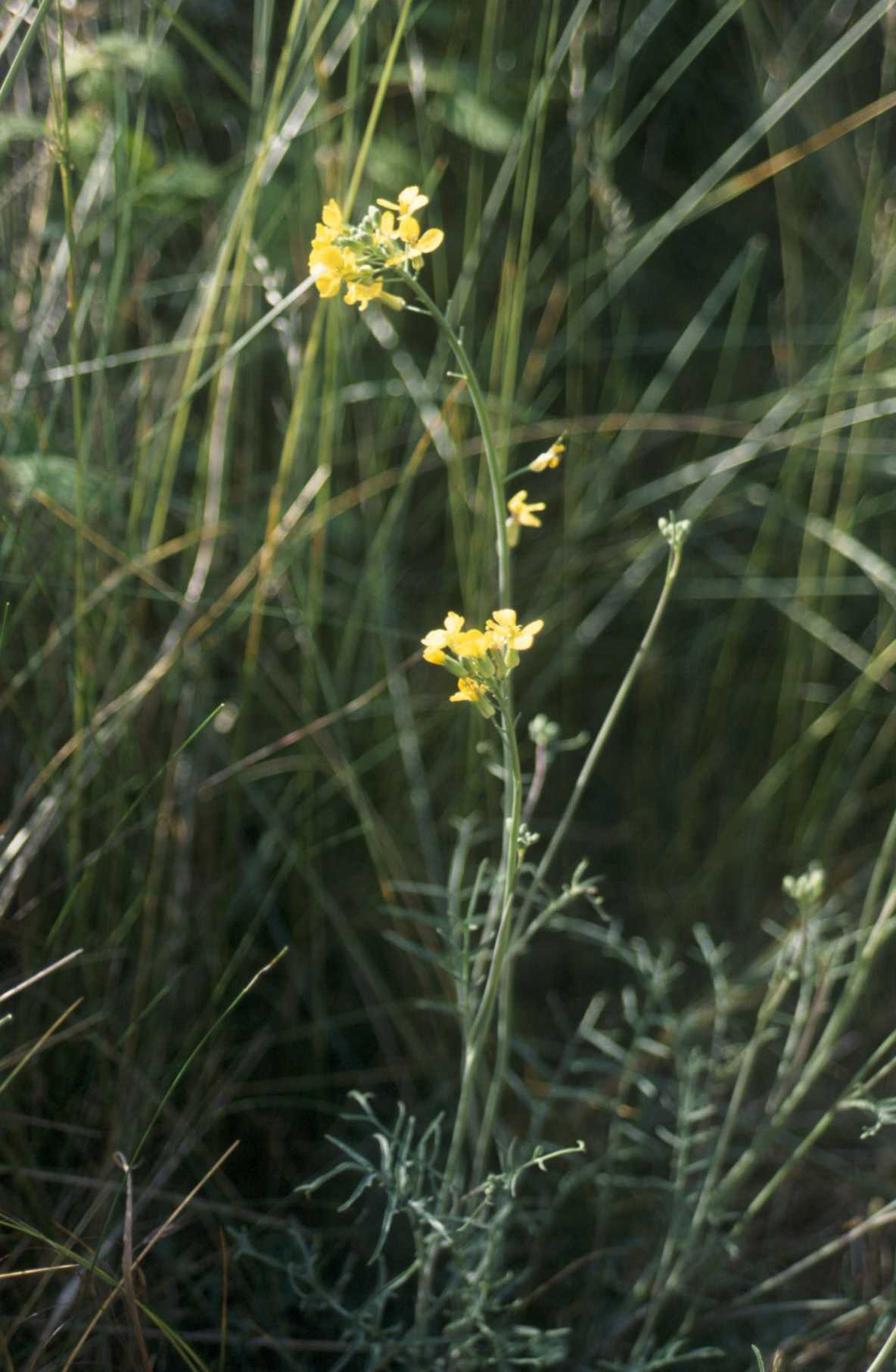